# Лејк Вајнона (Пенсилванија)
Лејк Вајнона (енгл. Lake Wynonah) насељено је место без административног статуса у америчкој савезној држави Пенсилванија.

## Демографија
По попису из 2010. године број становника је 2.640, што је 679 (34,6%) становника више него 2000. године.
| Група             | 2000.         | 2010.         |
| Белци             | 1.918 (97,8%) | 2.539 (96,2%) |
| Афроамериканци    | 9 (0,5%)      | 25 (0,9%)     |
| Азијати           | 6 (0,3%)      | 13 (0,5%)     |
| Хиспаноамериканци | 20 (1,0%)     | 49 (1,9%)     |
| Укупно            | 1.961         | 2.640         |